# Municipalità locale di Dipaleseng
Dipaleseng è una municipalità locale (in inglese Dipaleseng Local Municipality) appartenente alla municipalità distrettuale di Gert Sibande della provincia di Mpumalanga in Sudafrica. 
In base al censimento del 2001 la sua popolazione è di 38 619 abitanti.
Il suo territorio si estende su una superficie di 2.616 km² ed è suddiviso in 6 circoscrizioni elettorali (wards). Il suo codice di distretto è MP306.

## Geografia fisica

### Confini
La municipalità locale di Dipaleseng confina a nord e a ovest con quella di Lesedi (Sedibeng/Gauteng), a nord con quella di Govan Mbeki, a est con quella di Lekwa, a sud con quella di Mafube (Fezile Dabi/Free State), a sudovest con quella di Metsimaholo (Fezile Dabi/Free State) e a ovest con quella di Midvaal (Sedibeng/Gauteng).

### Città e comuni
- Balfour
- Dasville
- Dipaleseng
- Ekanini
- Greylingstad
- Grootvlei
- Nthwane
- Rietbult Estate
- Siyathemba

### Fiumi
- Boesmanspruit
- Grootspruit
- Molspruit
- Skoonspruit
- Skulpspruit
- Suikerbosrant
- Vaal
- Waterval

### Dighe
- Grootvlei Dam
- Petrus Van Der Merwe Haar
- Vaaldam